# Norman Greenbaum
Norman Joel Greenbaum (Malden, 20 novembre 1942) è un cantautore statunitense.
Divenne conosciuto soprattutto per aver scritto ed interpretato la canzone Spirit in the Sky, ricantata nel 1986 anche dalla band Doctor & the Medics. Questa seconda versione, caratterizzata da un divertente ritmo,  fu ripresa anche, sempre lo stesso anno, nel brano Noi Snorky incontrerai, interpretato da Cristina D'Avena e usato come sigla della serie animata Gli Snorky in onda su Italia 1.
Un'ulteriore cover del brano fu realizzata anche nel 2011 dalla cantante britannica Kim Wilde per il suo disco di cover Snapshots.

## Discografia

### Album
- Spirit in the Sky (1969)
- Norman Greenbaum with Dr. West's Medicine Show and Junk Band (1969)
- Back Home Again (1970)
- Petaluma (1972)